# St. Laurentius (Gebsattel)

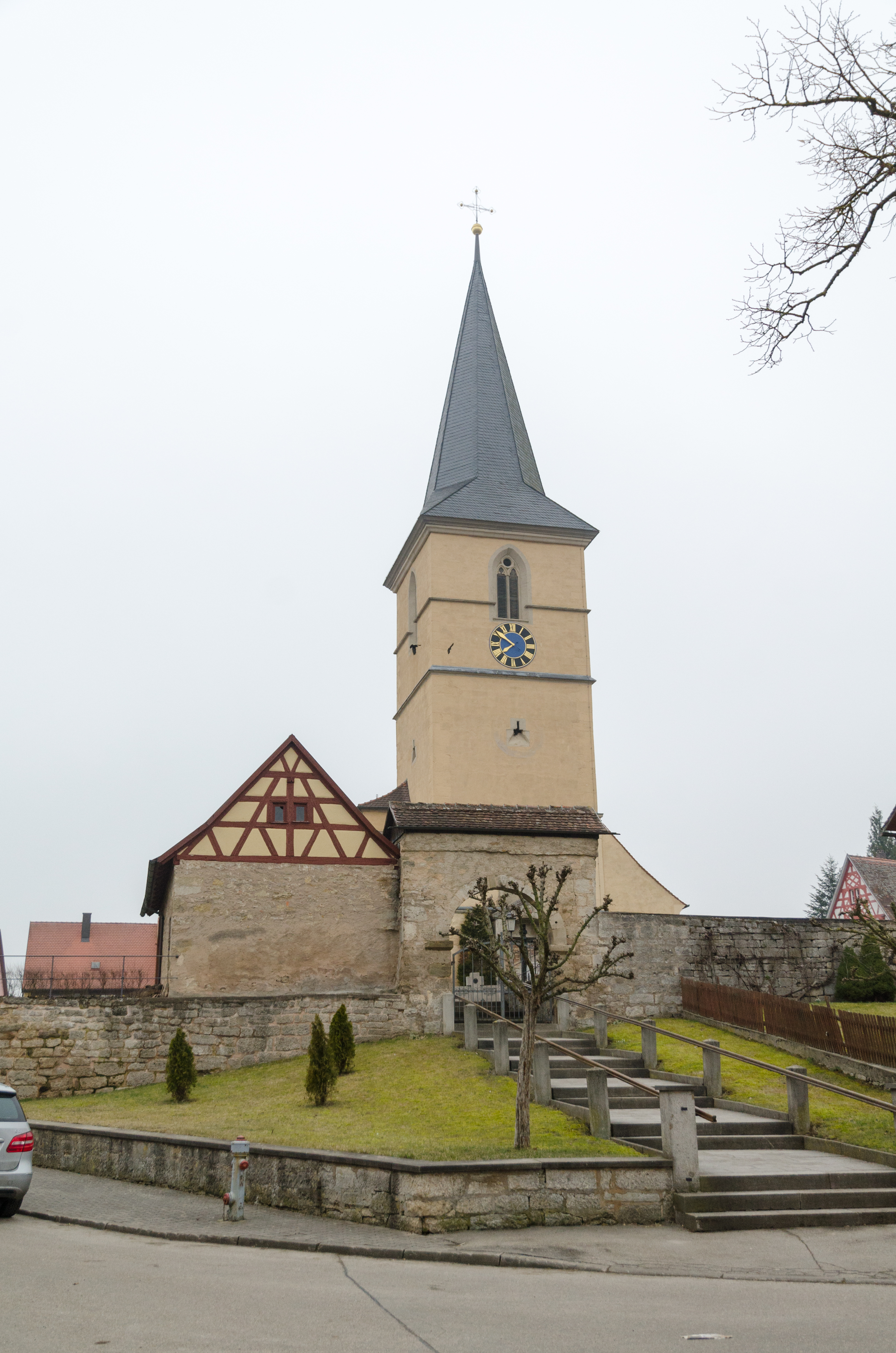
St. Laurentius (Gebsattel)

Die römisch-katholische Pfarrkirche St. Laurentius ist ein denkmalgeschütztes Kirchengebäude, das in Gebsattel steht, einer Gemeinde im Landkreis Ansbach (Mittelfranken, Bayern). Das Bauwerk ist unter der Denkmalnummer D-5-71-152-3 als Baudenkmal in der Bayerischen Denkmalliste eingetragen. Die Kirchengemeinde gehört mit der von St. Johannis in Rothenburg ob der Tauber zum Seelsorgebereich Ansbach Stadt und Land im Dekanat Ansbach des Erzbistums Bamberg.

## Beschreibung
Vom Vorgängerbau, einer Wehrkirche aus der ersten Hälfte des 12. Jahrhunderts, sind die unteren Geschosse des Chorturms erhalten. Oberhalb eines Gurtgesimses wurde ein Geschoss aufgestockt, das die Turmuhr und den Glockenstuhl beherbergt. Darüber wurde ein schiefergedeckter Knickhelm gesetzt. An den Chorturm wurde in den Jahren 1709–1716 das barocke Langhaus nach Westen hinzugefügt. An die Nordwand des Chorturms wurde die Sakristei, an die Südwand ein Treppenhaus angebaut. Der Innenraum des Langhauses ist mit einer Flachdecke mit Stuck aus Arkanthus-Ornamenten überspannt. Zur Kirchenausstattung gehören ein Hochaltar, der um 1710 gebaut wurde, eine um 1500 entstandene Pietà und eine Immaculata aus dem 18. Jahrhundert. Auf der Empore im Westen steht die Orgel mit 12 Registern, zwei Manualen und einem Pedal, die um 1900 von G. F. Steinmeyer & Co. in ein Prospekt von 1770 eingebaut wurde.